# Amanda Elliott
Amanda Elliott (1 november 1989) is een voormalig tennisspeelster uit het Verenigd Koninkrijk.
Elliott begon op zevenjarige leeftijd met tennis. Zij speelt rechtshandig en heeft een tweehandige backhand.
Zij was actief in het proftennis van 2006 tot en met 2013, waarbij zij in het dubbelspel betere resultaten behaalde dan in het enkelspel. Zij won vier ITF-dubbelspeltoernooien in haar carrière, waaronder het $25000-toernooi van Glasgow in 2008.
In 2008 werd zij door middel van een wildcard toegelaten tot het vrouwendubbelspel van Wimbledon, samen met landgenote Katie O'Brien. Het jaar erna kreeg zij opnieuw, nu samen met de Britse Elena Baltacha, een wildcard voor Wimbledon.

## Posities op deWTA-ranglijst
Positie per einde seizoen:
| jaar | rang enkelspel | rang dubbelspel |
| ---- | -------------- | --------------- |
| 2007 | 672            | 467             |
| 2008 | 319            | 273             |
| 2009 | 715            | 308             |
| 2010 | 978            | 488             |
| 2011 | 1145           | 448             |
| 2012 | –              | 606             |

## Resultaten grandslamtoernooien
| Legenda | Legenda                          |
| ------- | -------------------------------- |
| g.t.    | geen toernooi gehouden           |
| l.c.    | lagere categorie                 |
| –       | niet deelgenomen                 |
| G       | uitgeschakeld in de groepsfase   |
| 1R      | uitgeschakeld in de eerste ronde |
| 2R      | uitgeschakeld in de tweede ronde |
| 3R      | uitgeschakeld in de derde ronde  |
| 4R      | uitgeschakeld in de vierde ronde |
| KF      | uitgeschakeld in de kwartfinale  |
| HF      | uitgeschakeld in de halve finale |
| F       | de finale verloren               |
| W       | het toernooi gewonnen            |
| w-v     | winst/verlies-balans             |

### Vrouwendubbelspel
| Toernooi        | 2008 | 2009 |
| --------------- | ---- | ---- |
| Australian Open | –    | –    |
| Roland Garros   | –    | –    |
| Wimbledon       | 1R   | 1R   |
| US Open         | –    | –    |